# Hugues de Kevelioc
Hughes de Cyfeiliog, 5e comte de Chester (1147–1181), nommé également Hugues de Kevelioc, est un noble Anglo-Normands actif en Angleterre, au Pays de Galles en Irlande et en France pendant le règne du roi Henri II d'Angleterre.

## Origine
Né en 1147, il est le fils de Ranulf de Gernon, 4e comte de Chester, et de son épouse Maud, fille de Robert de Gloucester, fils illégitime du roi Henri Ier. Selon une tradition postérieure il nait à Cyfeiliog un district du Pays de Galles.

## Carrière
À la mort de son père en 1153, il hérite de vastes possessions. En France, les vicomtés héréditaires d' Avranches, Bessin, et Val de Vire, ainsi que les « Honneurs » de Saint-Sever et Briquessart. En Angleterre et au Pays de Galles, le comté de Chester. De ce fait il devient l'un des plus puissants des barons anglo-normands lorsqu'il est déclaré majeur en 1162 et qu'il prend possession de ses domaines. Il prend rapidement place parmi les magnats, du roi Henri II et il est présent à Douvres en 1163 lors du renouvellement de l'alliance anglo-flamande et en 1164 lors des Constitutions de Clarendon.
En 1173, il se joint cependant à la révolte des fils du roi et conduit les rebelles en Bretagne. Après avoir envoyé une armée de mercenaires Brabançons, qui contraint les rebelles à s'enfermer dans Dol, Henri intervient lui-même en août 1174 pour diriger le siège. Hugues et ses compagnons ne disposant plus de vivres, acceptent de se rendre après avoir obtenu la promesse de ne pas être exécuté ou mutilé. Emprisonné dans plusieurs châteaux, il fait la paix avec le roi Henri et est l'un des témoins du traité de Falaise en octobre 1174 qui met fin aux hostilités.
Lors du Conseil de Northampton en janvier 1177 ses domaines lui sont restitués mais pas ses châteaux, et en mars il est témoin lors de l'arbitrage du roi Henri entre les royaumes de Castille et de Navarre. En mai lors du conseil de Windsor, Henri lui restitue ses châteaux et l'envoie en Irlande mais il n'y a pas de trace de ses activités, succès guerriers ou obtention de domaines dans l'île.
Il meurt le 30 juin 1181 à Leek dans le Staffordshire et il est inhumé aux côtés de son père dans le côté sud de la salle capitulaire de l'abbaye de Sainte Werburgh de Chester, l'actuelle cathédrale de Chester. Il a comme successeurs son unique fils légitime.

## Famille
En 1169 il épouse Bertrade, fille de Simon III de Montfort, Comte d'Évreux, lui-même fils de Amaury III de Montfort. Elle lui donne cinq enfants :
- Ranulf III, qui devient le 6e comte de Chester, mais meurt sans descendance en 1232. Ses quatre sœurs légitimes deviennent ses héritières[1] ;
- Mathilde épouse de David d'Écosse, Comte de Huntingdon[1] ;
- Mabel, épouse de Guillaume d'Aubigny, 3e comte d'Arundel[1] ;
- Agnès, épouse de Guillaume de Ferrières, 4e comte de Derby[1] ;
- Hawise, épouse de Robert II de Quincy[1].

Il laisse également des enfants illégitimes : Pagan ; Roger ; Amice, qui épouse Ranulf Mainwaring, justicier de Chester ; et une fille anonyme qui épouse Richard Bacon, fondateur de l'abbaye de Rocester. D'autres filles illégitimes putatives lui sont attribuées : une nommée Béatrix qui se serait mariée avec William Belward,, pendant qu'une autre fille anonyme aurait épousé selon une tradition douteuse Llywelyn le Grand.